# Wereldkampioenschap superbike van Laguna Seca 2016
Het wereldkampioenschap superbike van Laguna Seca 2016 was de negende ronde van het wereldkampioenschap superbike 2016. De races werden verreden op 9 en 10 juli 2016 op Laguna Seca nabij Monterey, Californië, Verenigde Staten. Tijdens het weekend kwam enkel het WK superbike in actie, het wereldkampioenschap Supersport was niet aanwezig op het circuit.

## Superbike

### Race 1
| Pos | Nr  | Rijder               | Constructeur | Rondes | Tijd         | Grid | Punten |
| --- | --- | -------------------- | ------------ | ------ | ------------ | ---- | ------ |
| 1   | 1   | Jonathan Rea         | Kawasaki     | 25     | 35:18.180    | 2    | 25     |
| 2   | 66  | Tom Sykes            | Kawasaki     | 25     | +0.819       | 1    | 20     |
| 3   | 69  | Nicky Hayden         | Honda        | 25     | +12.296      | 6    | 16     |
| 4   | 60  | Michael van der Mark | Honda        | 25     | +13.067      | 11   | 13     |
| 5   | 22  | Alex Lowes           | Yamaha       | 25     | +13.335      | 10   | 11     |
| 6   | 32  | Lorenzo Savadori     | Aprilia      | 25     | +13.816      | 8    | 10     |
| 7   | 12  | Javier Forés         | Ducati       | 25     | +15.541      | 5    | 9      |
| 8   | 81  | Jordi Torres         | BMW          | 25     | +15.838      | 7    | 8      |
| 9   | 15  | Alex de Angelis      | Aprilia      | 25     | +19.999      | 13   | 7      |
| 10  | 59  | Niccolò Canepa       | Yamaha       | 25     | +22.832      | 9    | 6      |
| 11  | 2   | Leon Camier          | MV Agusta    | 25     | +24.065      | 12   | 5      |
| 12  | 13  | Anthony West         | Kawasaki     | 25     | +28.902      | 14   | 4      |
| 13  | 25  | Josh Brookes         | BMW          | 25     | +39.957      | 15   | 3      |
| 14  | 17  | Karel Abraham        | BMW          | 25     | +46.552      | 17   | 2      |
| 15  | 40  | Román Ramos          | Kawasaki     | 25     | +55.791      | 16   | 1      |
| 16  | 9   | Dominic Schmitter    | Kawasaki     | 25     | +59.021      | 19   |        |
| 17  | 56  | Péter Sebestyén      | Yamaha       | 24     | +1 ronde     | 22   |        |
| 18  | 119 | Paweł Szkopek        | Yamaha       | 24     | +1 ronde     | 21   |        |
| NC  | 4   | Gianluca Vizziello   | Kawasaki     | 16     | +9 ronden    | 23   |        |
| DNF | 11  | Saeed Al Sulaiti     | Kawasaki     | 16     | Ongeluk      | 20   |        |
| DNF | 34  | Davide Giugliano     | Ducati       | 12     | Ongeluk      | 3    |        |
| DNF | 35  | Raffaele De Rosa     | BMW          | 12     | Ongeluk      | 18   |        |
| DNF | 7   | Chaz Davies          | Ducati       | 4      | Ongeluk      | 4    |        |
| DNS | 61  | Fabio Menghi         | Ducati       | 0      | Niet gestart |      |        |

### Race 2
De race, die gepland stond over een lengte van 25 ronden, werd na 4 ronden afgebroken vanwege een ongeluk van Paweł Szkopek. De race werd later herstart over een lengte van 21 ronden.
| Pos | Nr  | Rijder               | Constructeur | Rondes | Tijd                  | Grid | Punten |
| --- | --- | -------------------- | ------------ | ------ | --------------------- | ---- | ------ |
| 1   | 66  | Tom Sykes            | Kawasaki     | 21     | 29:35.285             | 1    | 25     |
| 2   | 34  | Davide Giugliano     | Ducati       | 21     | +0.209                | 3    | 20     |
| 3   | 7   | Chaz Davies          | Ducati       | 21     | +0.786                | 4    | 16     |
| 4   | 12  | Javier Forés         | Ducati       | 21     | +11.379               | 5    | 13     |
| 5   | 69  | Nicky Hayden         | Honda        | 21     | +12.219               | 6    | 11     |
| 6   | 81  | Jordi Torres         | BMW          | 21     | +12.465               | 7    | 10     |
| 7   | 60  | Michael van der Mark | Honda        | 21     | +13.705               | 11   | 9      |
| 8   | 59  | Niccolò Canepa       | Yamaha       | 21     | +20.449               | 9    | 8      |
| 9   | 13  | Anthony West         | Kawasaki     | 21     | +29.153               | 14   | 7      |
| 10  | 40  | Román Ramos          | Kawasaki     | 21     | +33.013               | 16   | 6      |
| 11  | 35  | Raffaele De Rosa     | BMW          | 21     | +39.910               | 18   | 5      |
| 12  | 17  | Karel Abraham        | BMW          | 21     | +40.059               | 17   | 4      |
| 13  | 9   | Dominic Schmitter    | Kawasaki     | 21     | +49.211               | 19   | 3      |
| 14  | 22  | Alex Lowes           | Yamaha       | 21     | +51.347               | 10   | 2      |
| 15  | 11  | Saeed Al Sulaiti     | Kawasaki     | 21     | +54.783               | 20   | 1      |
| 16  | 56  | Péter Sebestyén      | Yamaha       | 21     | +1:03.249             | 22   |        |
| 17  | 4   | Gianluca Vizziello   | Kawasaki     | 21     | +1:25.191             | 23   |        |
| DNF | 1   | Jonathan Rea         | Kawasaki     | 5      | Uitgevallen           | 2    |        |
| DNF | 32  | Lorenzo Savadori     | Aprilia      | 2      | Ongeluk               | 8    |        |
| DNS | 119 | Paweł Szkopek        | Yamaha       | 0      | Ongeluk in race 1     | 21   |        |
| DNS | 15  | Alex de Angelis      | Aprilia      | 0      | Uitgevallen in race 1 | 13   |        |
| DNS | 25  | Josh Brookes         | BMW          | 0      | Ongeluk in race 1     | 15   |        |
| DNS | 2   | Leon Camier          | MV Agusta    | 0      | Uitgevallen in race 1 | 12   |        |
| DNS | 61  | Fabio Menghi         | Ducati       | 0      | Niet gestart          |      |        |

## Tussenstanden na wedstrijd

### Superbike
| Pos | Nr | Rijder               | Team     | Punten |
| --- | -- | -------------------- | -------- | ------ |
| 1   | 1  | Jonathan Rea         | Kawasaki | 368    |
| 2   | 66 | Tom Sykes            | Kawasaki | 322    |
| 3   | 7  | Chaz Davies          | Ducati   | 260    |
| 4   | 34 | Davide Giugliano     | Ducati   | 185    |
| 5   | 60 | Michael van der Mark | Honda    | 185    |

1995 · 1996 · 1997 · 1998 · 1999 · 2000 · 2001 · 2002 · 2003 · 2004 · 2013 · 2014 · 2015 · 2016 · 2017 · 2018 · 2019